# Classicisme de Weimar

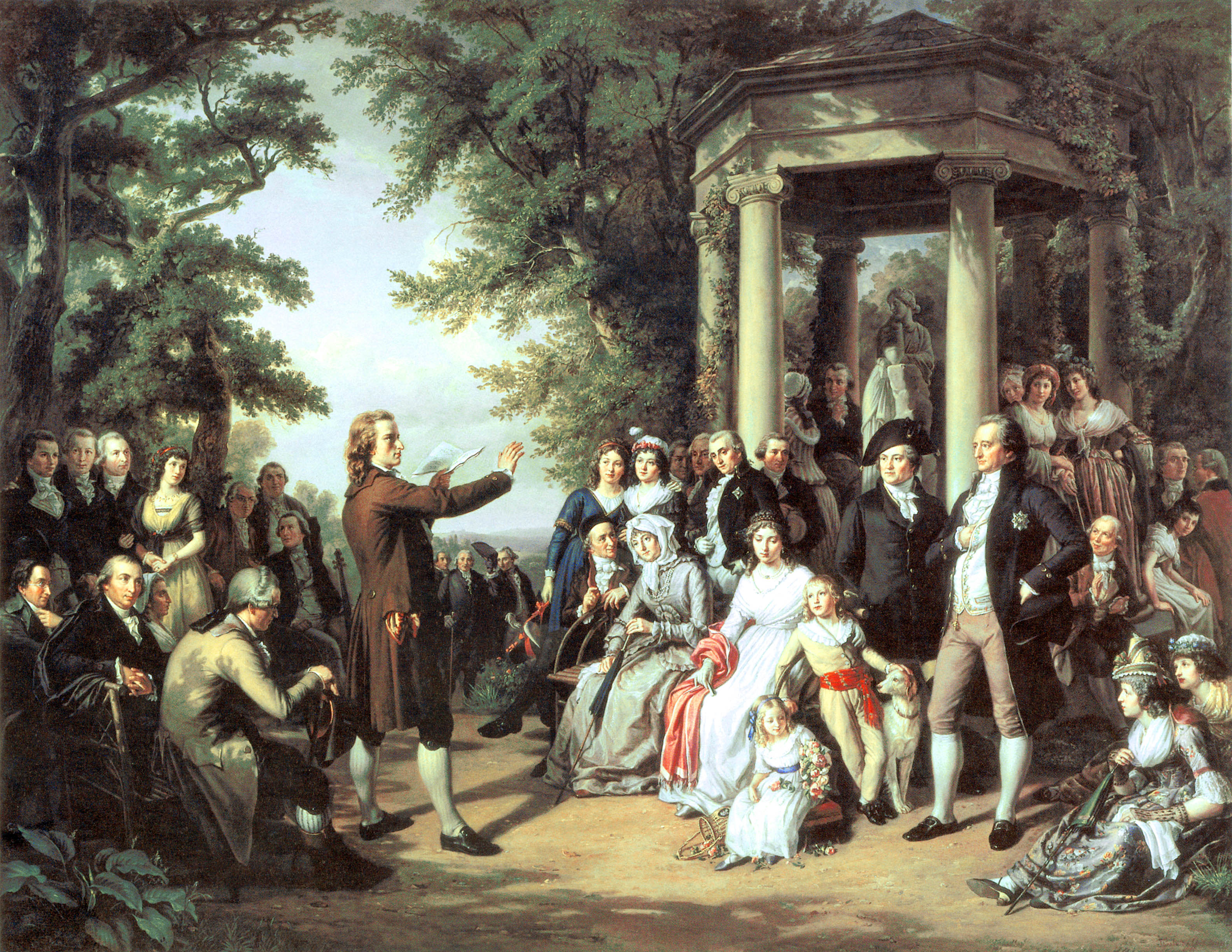
Theobald von Oer:
Der Weimarer Musenhof

El classicisme de Weimar (en alemany: Weimarer Klassik o Weimarer Klassizismus) va ser un moviment cultural i literari que començà a Alemanya de la mà de Johann Wolfgang Von Goethe i Johann Christoph Friedrich Von Schiller i es propagà per tot Europa. Tot i l'interès que despertà a l'interior, i l'emulació del que entenien com «clàssic», no va disposar d'un ampli seguiment. Els seus esforços dirigits a educar i realçar la seva societat durant el període de 1788-1832 va aportar contribucions profundes i duradores en àrees com la filosofia, la ciència, la psicologia, l'art i l'estètica.
La fundació Klassik Stiftung Weimar administra parcs, patrimoni arquitectònic, col·leccions artístiques així com un arxiu i un centre de recerca, considerats com un dels més importants d'Alemanya. Onze dels seus entitats són part del conjunt Weimar Clàssica, Patrimoni de la Humanitat des del 1998.